# Amila Glamočak
Amila Glamočak (Sarajevo, 1966 -) é uma popular cantora bósnia.
Ela participou no Festival Eurovisão da Canção 1996 com 'Za Našu Ljubav' pela Bósnia e Herzegovina. Voltou a participar em duas finais nacionais bósnias (2001 e 2003), mas não conseguiu vencer.